# Ogcodes formosus
Ogcodes formosus este o specie de muște din genul Ogcodes, familia Acroceridae. A fost descrisă pentru prima dată de Friedrich Hermann Loew în anul 1873.
Este endemică în Iran. Conform Catalogue of Life specia Ogcodes formosus nu are subspecii cunoscute.